# Mainsia rubi
Mainsia rubi är en svampart som först beskrevs av Dietel & Holw., och fick sitt nu gällande namn av H.S. Jacks. 1931. Mainsia rubi ingår i släktet Mainsia och familjen Phragmidiaceae.   Inga underarter finns listade i Catalogue of Life.